# 칼 크로퍼드
칼 데몬트 크로퍼드(영어: Carl Demonte Crawford, 1981년 8월 5일 ~ )는 미국출신의 야구 선수이자 현재는 무소속이다.
주로 좌익수로 경기에 나오며, 빠른 발을 이용해서 50개의 도루를 기록한 시즌이 5번이나 되며, 현역 선수 중에 가장 많은 통산 120개의 3루타를 기록하고 있다.

## 경력

### 메이저 리그 이전
어렸을 때 살던 곳에는 주위에 불량한 아이들이 많았지만, 현재 클리블랜드 인디언스의 선수인 마이클 본의 아버지인 레이가 아이들을 야구를 하도록 이끌면서 범죄자는 되지 않았다. 이것에 크로퍼드는 감사하고 있으며, 당시 팀메이트였던 마이클 본과도 친하다. UCLA는 농구선수로, 네브래스카 대학은 풋볼선수로 장학금을 제시했지만 크로퍼드는 야구를 선택했다.

### 탬파베이 레이스
1999년에 있었던 MLB 드래프트에서 2라운드로 탬파베이 데빌 레이스에게 지명을 받아 입단하며, 2002년 7월 20일에 있었던 토론토 블루제이스전에서 구단사상 최연소(당시)로 메이저 리그데뷔를 이룬다. 데뷔전에서는 4타수 1안타 2타점 1득점을 기록하며,시즌에서는 .259의 타율과, 9개의 도루를 기록했다. 2003년에는 개막전에서 1번타자로 나오지만, 6월에는 월간타율이 2할 5푼을 밑돌면서 1번타자 자리에서 나오게 된다. 하지만, 7월에는 3할을 넘는 타율을 기록한다. 시즌에서는 리그에서 가장 많은 55개의 도루를 기록하였으며, 메이저 리그 역사상 4번째로 젊은 나이로 도루 타이틀을 따낸다.
2004년에는 자신의 커리어에서 가장 많은 59개의 도루와 19개의 3루타를 기록하였으며, 처음으로 메이저 리그 올스타전에 나오기도 한다. 또, 시즌이 끝난 뒤에는 미일 올스타전에 메이저 리그 선수로 나가기도 한다. 탬파베이 데빌 레이스는 2005년에 개막전이 시작하기 전인 4월 1일에 총액 3,100만 달러에 계약을 6년 연장한다(2009년과 2010년은 구단 옵션). 9월이후에는 .371의 타율을 기록하며 시즌에서 .301를 기록한다. 이것은 자신에게 있어서 첫 3할 타율 기록이었다. 2006년에는 전년부터 있었던 손목 통증을 견디면서 개막전을 맞이하였으며, 결국 4월에 .269의 타율을 기록한다. 하지만, 5월부터 컨디션을 끌어올리며 시즌에서는 18개의 홈런과 .305의 타율을 기록하며 2년 연속으로 3할 타율을 기록한다.

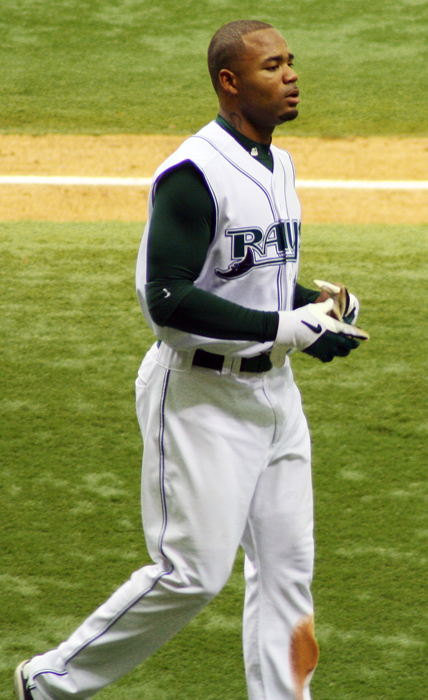
탬파베이 데빌 레이스 시절의 크로퍼드

2007년에도 손목 통증으로 6월 5일이후 42경기 연속으로 홈런을 치지 못했으며, 7월 30일에 있었던 토론토 블루제이스와의 경기가 시작되기 전에는 MRI 검사를 받고 의사에게 행동에 제한을 받는다. 하지만, 경기가 연장전까지 가며 11회에 대타로 나와서 끝내기 홈런을 기록한다. 그리고 이 시합 이후 10경기 동안 4개의 홈런을 기록한다. 대신 통증이 심해지면서 9월 16일에 있었던 경기를 마지막으로 후에는 치료에 전념하며 시즌을 마친다. 시즌에서는 .315를 기록하며 오브리 허프가 2002년에 기록한 .313의 구단 기록 타율을 경신하였으며, 브라이언 로버츠와 같이 리그에서 가장 많은 50개의 도루를 기록한다. 2번째로 선출된 메이저 리그 올스타전에서는 프란시스코 코데로를 상대로 홈런을 기록한다.
2008년에는 오른손 중지를 부상당하며 8월 10일에 자신에게 있어서 처음으로 부상자 리스트에 올라간다. 하지만, 팀이 앞서 나가는 것을 보고 조기에 복귀했으며, 포스트 시즌에서 5번 타자로 나와서 활약했다. 2009년 5월 3일에 있었던 보스턴 레드삭스전에서 1경기에 6개의 도루를 성공시키며 메이저 리그 기록과 타이를 이룬다. 이것은 1900년 이후에는 1996년에 에릭 영이 기록한 이후 4명째(5번째)이며, 1개만 더 기록했다면 메이저 리그 기록이 될 수 있었다. 3번째로 올스타전에 나왔으며, 7회 수비에서 브래드 호프의 홈런성 타구를 호수비로 잡아내며 올스타전 MVP를 따낸다. 2010년에는 2년 연속으로 3할 타율을 기록했으며, 자신에게 있어서 가장 많은 110개의 득점을 기록한다. 또, 3루타는 13개를 기록하며 4년만에 1위를 차지했으며, 자신의 커리어에서 가장 많은 19개의 홈런, 90개의 타점, .851의 OPS를 기록한다. 성적면에서 훌륭한 시즌을 보낸 후 시즌이 끝난 뒤인 11월 1일에 FA가 된다.

### 보스턴 레드삭스
2010년 12월 11일에 보스턴 레드삭스와 총액 1억 4,200만 달러에 7년 계약을 맺는다. 하지만, 시즌 중 한번도 20홈런을 친적이 없는 타자 중에서는 최고액이라는 것과, 켄 그리피 주니어와 버넌 웰스 등 인공 잔디 구장을 홈으로 오래 사용한 후 대형계약을 맺는 외야수들은 부상에 시달리는 것이 거의 확실시 되는 상황에서 영입하며 반대의 목소리도 많았다.
2011년에는 새로운 곳에서 시즌을 맞이했지만, 극도의 부진에 빠지고 만다. 개막 할 당시에는 1번타자로 나왔지만, 후에 6번타자까지 내려간다. 또, 와일드 카드가 걸린 볼티모어 오리올스와의 시즌 마지막 경기에서는 9회말 2사 2루 동점 상황에서 좌익수방면으로 날아온 공을 슬라이딩 캐치(워낙 잡기 어려운 공이었다)하며 잡으려 했지만 공을 떨어뜨리며(기록은 안타) 2루 주자가 들어오고, 팀은 끝내기 패배를 당한다. 결국, 그 날 친정팀인 탬파베이 레이스는 뉴욕 양키스를 상대로 끝내기 승리를 거두며 팀의 와일드 카드는 날아갔다. 시즌 성적은 .255의 타율과 11개의 홈런, 18개의 도루를 기록했는데, .255는 자신에게 있어서 최저의 타율이었으며, 주전으로 뛴 후 처음으로 20개의 도루를 넘기지 못하는 등 좋지 않은 시즌을 보낸다.
2012년에는 개막전부터 부상자 리스트에 올랐으며, 복귀를 노리고 재활을 하던중에 또 부상을 당한다. 또, 7월 16일에 복귀하여 통증을 참으며 경기에 나왔지만, 왼쪽 팔꿈치에 토미 존 수술을 받게되며 남은 시즌을 전부 다 날리게 된다. 결국 이 해에는 31경기밖에 나오지 못했고, 시즌이 끝난 후에는 로스앤젤레스 다저스로 이적하게 되며 보스턴 레드삭스의 칼 크로퍼드 영입은 대실패로 끝난다.

### 로스앤젤레스 다저스
시즌이 진행 중이던 2012년 8월 25일에 조쉬 베켓, 애드리안 곤잘레스, 닉 푼토와 현금을 합쳐서 제임스 로니, 이반 데 헤수스, 앨런 웹스터, 그리고 후일 지명 선수 2명과 트레이드되어 로스앤젤레스 다저스로 이적하게 된다. 이적을 한 후에는 토미 존 수술을 받은 것 때문에 경기에 나오지 못한다.
2013년에는 개막 로스터에 들어갔지만 4월 30일에 햄스트링 부상으로 인해 빠지게 된다. 5월에는 복귀 했지만 6월 2일에 햄스트링이 재발하며 6월 3일에 15일 부상자 리스트에 오르며 7월 5일에 복귀한다. 시즌에서는 116경기에 나와서 6개의 홈런, 31개의 타점, 15개의 도루와 .283의 타율을 기록한다. 2014년에는 주전 좌익수로 개막전부터 44경기를 연속으로 나오지만, 5월 28일에 왼쪽 발목이 부상을 당하면서 부상자 리스트에 오른다. 그 후, 7월 11일에 다시 복귀하며 7월 14일부터 선발로 경기에 나선다. 시즌에서는 .300의 타율을 기록하였으며, 23개의 도루를 성공시키며 4년만에 20개의 도루를 달성한다.
2015년에는 69경기에 출전(43경기 선발)해 2할6푼5리(181타석 48안타)만을 기록하고, 4홈런 16타점 및 10개의 도루를 달성하였다.
2016 시즌에는 30경기에 출전(21경기 선발)해 타율 1할8푼5리(81타수 15안타) 0홈런 6타점만을 기록하였다. 6월 5일 다저스에서 결국 시즌 중 지명할당하면서 40인 로스터에서 제외됐다. 크로퍼드를 대신해서 오스틴 반스가 트리플 A에서 콜업되었다. 크로퍼드는 올 시즌 잔여 연봉이 약 $13,606,557이며, 2017년 잔여 연봉은 약 $21,857,142이다. 지명할당 후 앞으로 10일간 다른 구단에서 클레임을 할 경우 다저스는 크로퍼드를 클레임을 건 구단에 트레이드 할 수 있고, 다른 구단의 클레임이 없으면 10일 후에 다저스는 크로퍼드를 마이너로 보낼지 방출할지 선택을 할 수 있으며, 아마 크로퍼드를 방출할 것으로 보인다. 물론 남은 계약은 모두 다저스 측에서 부담을 해야 한다. 일단 방출 당하면 메이저리그 최소 연봉($507,500)으로 영입 협상이 가능해지므로 그의 성적과 잔여 연봉을 고려하면 굳이 클레임을 걸어서 그를 트레이드 할 팀은 없을 것으로 보인다.

## 수상 경력
- 도루 1위 4회 : 2003년, 2004년, 2006년, 2007년
- 3루타 1위 4회 : 2004년, 2005년, 2006년, 2010년
- 골든글러브 1회 : 2010년
- 실버 슬러거 1회 : 2010년
- 필딩 바이블 어워드 : 2006년, 2008년, 2009년
- 메이저 리그 올스타전 선출 4회 : 2004년, 2007년, 2009년, 2010년
- 메이저 리그 올스타 MVP : 2009년

## 연도별 타격 성적
| 연 도      | 소 속      | 경 기 | 타 석 | 타 수 | 득 점 | 안 타 | 2 루 타 | 3 루 타 | 홈 런 | 루 타 | 타 점 | 도 루 | 도 루 자 | 희 생 번 | 희 생 플 | 볼 넷 | 고 4 | 사 구 | 삼 진 | 병 살 타 | 타 율 | 출 루 율 | 장 타 율 | O P S |
| ---------- | ---------- | ----- | ----- | ----- | ----- | ----- | ------- | ------- | ----- | ----- | ----- | ----- | -------- | -------- | -------- | ----- | ---- | ----- | ----- | -------- | ----- | -------- | -------- | ----- |
| 2002년     | TB         | 63    | 278   | 259   | 23    | 67    | 11      | 6       | 2     | 96    | 30    | 9     | 5        | 6        | 1        | 9     | 0    | 3     | 41    | 0        | .259  | .290     | .371     | .661  |
| 2003년     | TB         | 151   | 661   | 630   | 80    | 177   | 18      | 9       | 5     | 228   | 54    | 55    | 10       | 1        | 3        | 26    | 4    | 1     | 102   | 5        | .281  | .309     | .362     | .671  |
| 2004년     | TB         | 152   | 672   | 626   | 104   | 185   | 26      | 19      | 11    | 282   | 55    | 59    | 15       | 4        | 6        | 35    | 2    | 1     | 81    | 2        | .296  | .331     | .450     | .781  |
| 2005년     | TB         | 156   | 687   | 644   | 101   | 194   | 33      | 15      | 15    | 302   | 81    | 46    | 8        | 5        | 6        | 27    | 1    | 5     | 84    | 11       | .301  | .331     | .469     | .800  |
| 2006년     | TB         | 151   | 653   | 600   | 89    | 183   | 20      | 16      | 18    | 289   | 77    | 58    | 9        | 9        | 2        | 37    | 3    | 4     | 85    | 8        | .305  | .348     | .482     | .830  |
| 2007년     | TB         | 143   | 627   | 584   | 93    | 184   | 37      | 9       | 11    | 272   | 80    | 50    | 10       | 1        | 2        | 32    | 5    | 5     | 112   | 11       | .315  | .355     | .466     | .820  |
| 2008년     | TB         | 109   | 482   | 443   | 69    | 121   | 12      | 10      | 8     | 177   | 57    | 25    | 7        | 0        | 5        | 30    | 1    | 2     | 60    | 10       | .273  | .319     | .400     | .718  |
| 2009년     | TB         | 156   | 672   | 606   | 96    | 185   | 28      | 8       | 15    | 274   | 68    | 60    | 16       | 2        | 5        | 51    | 1    | 8     | 99    | 7        | .305  | .364     | .452     | .816  |
| 2010년     | TB         | 154   | 663   | 600   | 110   | 184   | 30      | 13      | 19    | 297   | 90    | 47    | 10       | 3        | 5        | 46    | 3    | 3     | 104   | 2        | .307  | .356     | .495     | .851  |
| 2011년     | BOS        | 130   | 539   | 506   | 65    | 129   | 29      | 7       | 11    | 205   | 56    | 18    | 6        | 2        | 4        | 23    | 1    | 3     | 104   | 7        | .255  | .289     | .405     | .694  |
| 2012년     | BOS        | 31    | 125   | 117   | 23    | 33    | 10      | 2       | 3     | 56    | 19    | 5     | 0        | 1        | 2        | 3     | 0    | 2     | 22    | 1        | .282  | .306     | .479     | .785  |
| 2013년     | LAD        | 116   | 469   | 435   | 62    | 123   | 30      | 3       | 6     | 177   | 31    | 15    | 4        | 0        | 2        | 28    | 2    | 3     | 66    | 4        | .283  | .329     | .407     | .736  |
| 2014년     | LAD        | 105   | 370   | 343   | 56    | 103   | 14      | 3       | 8     | 147   | 46    | 23    | 6        | 0        | 4        | 16    | 0    | 6     | 55    | 5        | .300  | .339     | .429     | .767  |
| 통산：13년 | 통산：13년 | 1617  | 6898  | 6393  | 971   | 1868  | 298     | 120     | 132   | 2802  | 744   | 470   | 106      | 34       | 47       | 363   | 23   | 46    | 1015  | 73       | .292  | .332     | .438     | .771  |

- 2014시즌 종료 기준
- 각년도의 굵은 글씨는 리그 최고